# Georgi Panov
Georgi Panov, en Búlgaro: Георги Маринов Панов (Pleven, 14 de febrero de 1933 -  25 de diciembre de 2016) es un exjugador búlgaro de baloncesto. Consiguió 2 medallas en competiciones internacionales con Bulgaria.